# 合肥道院
合肥道院，1922年由民间宗教组织道院在安徽合肥设立，与慈善组织世界红卍字会的当地组织合肥红卍字会互为里表。

## 历史
1922年，安徽合肥人李振钧在合肥设立合肥道院，出任代统掌，为实际负责人。合肥道院筹建之初在东大街德和庆钱庄后进三间厢房内，后因信徒增多，搬迁至县桥西通王体之的市房（合肥县惠政桥北首）。数年后，又迁移至南门龚大房。
第一次国共合作时期，道院慑于革命军“取缔封建迷信”的政策，以“合肥红卍字会”慈善团体名义取得合法身份。时任安徽省长许世英曾专门拨款资助合肥红卍字会。合肥红卍字会曾进行很多施粥施药活动，特别是在1930年合肥大旱和1931年合肥大水期间。侵华日军占领合肥后，合肥红卍字会曾在南门龚大房处设立难民营，并给收容的难民提供食宿医药。
1945年抗战胜利后，合肥红卍字会将房屋产权登记为“私立万慈小学”并得以保持。1953年，万慈小学改名为南油坊巷小学。1957年，万慈小学迁至金寨路174号，更名金寨路小学，即今合肥市第四十六中学。1957年，合肥市第八中学迁入万慈小学原址。

## 办学
1924年，合肥红卍字会创办的私立万慈小学，最初的校址位于龙门巷口，后随红卍字会迁到桐城路，即后来的南油坊巷。1938年，侵华日军占领合肥，万慈小学被迫停办。1945年抗战胜利，吴卓吾校长在桐城路原址恢复万慈小学。1950年春，万慈小学将东侧22间校舍借给皖北文艺干校办学。1950年初夏，皖北文艺干校学生参加午征。期间，万慈小学将东侧校舍租给皖北行署卫生处。皖北文艺干校学生午征结束后迁入南门原基督农场（今省立医院门诊部）。1952年7月，私立万慈小学向政府移交校产。1953年，正式更名为南油坊巷小学。1953年5月，合肥市残老孤儿教养院向中国人民救济总会报告，请求将原万慈小学的部分财产房屋由该院接受。合肥市人民政府函复中国人民救济总会：“该会房屋过去多为办小学的，并非收容机构，经研究决定为少年文化宫使用。”1957年，南油坊巷小学迁至金寨路小学旧址，合肥八中搬到万慈小学旧址上课，直到2008年。